# L'Âge du cœur
L'Âge du cœur è un cortometraggio del 1906 diretto da Albert Capellani. Prodotto e distribuito dalla Pathé Frères.

## Trama
Un generale anziano scopre che la sua giovane moglie lo ha tradito con un uomo della sua stessa età e si uccide.

## Fonti[1]
- Henri Bousquet: Soggetto nel Supplemento dell'ottobre 1906
- Susan Dalton: Fratelli Pathé: I film di Pathé produzione (1896-1914), volume 1, p 168
- Catalogo, Pathé Brothers Films, Barcellona, 1907, p 125
- Film dei fratelli Pathé. Parigi: Pathé, 1907, p 268-269
- Henri Bousquet, Catalogo Pathé degli anni 1896-1914
- Bures-sur-Yvette, Edizioni Henri Bousquet, 1994-2004

## Proiezioni[1]
1. Cinema Artistico, Parigi, dal 15 al 22 luglio 1907